# Paul Frank
Paul Frank Sunich, dit Paul Frank, né à Pittsburgh (Pennsylvanie) le 29 août 1967, est un dessinateur humoristique américain, artiste et créateur de mode. 
Julius (un singe) est un des personnages les plus connus de Sunich, et est apparu dans une large variété de média. Il est également le fondateur de Paul Frank Industries.